# Улісс Пакстон
Улісс Пакстон (англ. Ulysses Paxton) — вигаданий персонаж, створений Едгаром Райсом Берроузом у його романі «Великий розум Марса». У рамках оповіді роману капітан Пекстон, з піхоти армії США, є шанувальником серіалу Берроуза про Барсума, і після того, як під час окопної війни під час Першої світової війни йому відірвало ноги снарядом, він опиняється в космічному просторі на Марсі (де його тіло знову ціле), як Джон Картер перед ним. Він надсилає Берроузу рукопис про свої пригоди на вмираючій планеті, який Берроуз публікує.
На Марсі Пакстона захоплює літній божевільний вчений Рас Тавас, «Великий розум» із назви роману, який навчає його способам Барсума та дає йому марсіанське ім'я Вад Варо. Рас удосконалив техніку трансплантації мізків, яку він використовує, щоб забезпечити багатих літніх марсіан новими молодими тілами з прибутком. Не довіряючи своїм друзям-марсіанам, він готує Пакстона як свого помічника, щоб він виконав таку саму операцію. Але Пакстон закохався у Валлу Діа, одну з молодих жертв Раса, чиє тіло було обміняно на тіло ведьми Закси, Джеддари (імператриці) міста-держави Пундаль. Він відмовляється оперувати Рас, доки його наставник не пообіцяє відновити її законне тіло. Починається пошук цього тіла, у якому Пакстону допомагають інші жертви експерименту Раса, і врешті (і після зустрічі з землянином Джоном Картером) він отримує руку своєї Валли Діа, яка в результаті щасливого повороту сюжету виявляється була принцесою.

## Подальші виступи
У наступному романі «Боєць Марса» Пакстон передає пригоду Тана Гедрона з Гастора Берроузу на Землю через хвилю Ґрідлі (названу на честь Джейсона Ґрідлі, персонажа серіалу «Пелуцідар» Берроуза). Пакстон не бере участі в сюжеті цієї історії, окрім механізму її транскрипції та ретрансляції.
Пакстон також згадується на початку «Штучні люди Марса». Коли Дея Торіс сильно поранена внаслідок аварії, а Рас Тавас, єдиний хірург, який, можливо, може їй допомогти, зник безвісти, Джон Картер вирішує замість цього шукати Пакстона, сподіваючись, що він, як колишній учень Раса Таваса, зможе виконати операцію. Однак, перш ніж він мав шанс знайти Пакстона, він був схоплений Гормадами, і сам Пакстон знову не брав участі в подіях.